# لازار رانچلوویچ
لازار رانچلوویچ (سیریلیک صربی: Лазар Ранђеловић؛ زادهٔ ۵ اوت ۱۹۹۷) بازیکن فوتبال اهل صربستان است.
از باشگاه‌هایی که در آن بازی کرده‌است می‌توان به باشگاه فوتبال المپیاکوس اشاره کرد.
وی همچنین در تیم‌های ملی فوتبال زیر ۲۱ سال صربستان و صربستان بازی کرده‌است.